# Terence O'Neill
Pour les articles homonymes, voir O'Neill.
Terence Marne O'Neill, baron O'Neill of the Maine (10 septembre 1914 - 10 juin 1990) est un homme politique d'Irlande du Nord. Né à Londres, il est élu député du Parlement nord-irlandais en 1946. Il occupe également le poste de ministre des Finances dans le gouvernement Brookeborough. Il est également connu pour avoir fait partie de l'ordre d'Orange, une organisation loyaliste fondamentaliste.

## Famille
Son père, Arthur O'Neill, est député à la Chambre des communes du Royaume-Uni pour le Parti unioniste irlandais. Terence O'Neill n'est âgé que de deux mois lorsque celui-ci, en novembre 1914, devient le premier des quarante-trois parlementaires britanniques morts à la Guerre. Les deux frères aînés de Terence, Brian et Shane, sont quant à eux tués au combat durant la Seconde Guerre mondiale.

## Élection au poste de premier Ministre en 1963
Il devient le 4e Premier ministre d'Irlande du Nord en mars 1963. Tentant de rapprocher les deux Irlande et la communauté catholique et protestante d'Irlande du Nord. Il entreprend à partir de son élection une série de réforme économiques et sociales visant à selon lui à « rendre l'Irlande du Nord plus prospère et construire un pont entre les deux traditions de notre communauté » (discours du 7 octobre 1964). Cependant, si sa politique vise clairement à un assouplissement du système de ségrégation qui touche les catholiques, il exclut toute réforme pouvant porter sur la structure politique du gouvernement de dévolution.
Sa politique audacieuse de normalisation des relations diplomatiques avec la République d'Irlande se concrétise avec sa rencontre historique Sean Lemass, alors Premier ministre Irlandais en janvier 1965. Il accorde même la permission de célébrer en Irlande du Nord, le cinquantenaire du soulèvement de la Pâques 1916, prélude à la guerre d'indépendance d'Irlande et à terme à la séparation de la République d'Irlande du reste du Royaume-Uni. Cette permission lui attire les foudres de l'aile dure du protestantisme unioniste, dont le slogan central devient "O'Neill must go" (« O'Neill doit s'en aller »).
Même si cette politique de main tendue aux catholiques porte ses fruits, (le parti nationaliste catholique qui boycottait le Stormont accepte de siéger et de faire office d'opposition officielle), la tension va croissant dans un contexte de réveil des désirs d'égalité sociale portés par le mouvement de droits civiques. Durant la "longue marche" entre Belfast et (London)Derry entre le 1er et le 4 janvier 1969, organisée par l'association non-confesionnelle People's democracy, les forces de police, en étrange connivence avec les groupes miliciens tels que l'UVF, maltraite violemment les manifestants. Cette flagrante prise de partie des forces de police pour le camp unioniste contribue à radicaliser l'opposition catholique dans sa demande de droits civiques.
Devant la montée en puissance de la contestation, O'Neill fait le pari d'accélérer le train de réforme visant à un rééquilibrage communautaire, ce qui provoque la démission de deux de ses ministres les plus conservateurs (William Craig et Brian Faulkner). Face à la division croissante de son parti, O'Neill prend le risque de dissoudre le Stormont et d'appeler à des législatives anticipées, le 24 février 1969.

## La dissolution ratée du Stormont et démission
La pari d'une dissolution parlementaire dans un contexte aussi tendu était très risqué, mais a le mérite de permettre d'organiser la première vraie élection précédé d'un véritable débat démocratique : pour la première fois, les circonscriptions avec un candidat unique ne sont que 7 (alors qu'elles représentait parfois jusqu'à 50% des sièges !). Cependant, c'est un échec relatif puisque 13 des 39 sièges dans les circonscriptions protestantes reviennent à ses adversaires. O'Neill manque même d'être battu dans sa propre circonscription face à Ian Paisley (prédicateur fondamentaliste et futur fondateur du DUP). O'Neill conserve son poste mais ressort affaibli de ses législatives et se retrouve avec une majorité très éclatée, et peu apte à mener une politique de réforme ambitieuse.
Les violences intercommunautaires reprennent et s'aggravent, alors même que O'Neill réussit à faire voter à une courte majorité la fin du scrutin censitaire pour les élections locales au profit du suffrage universel, le 23 avril 1969. Quelques jours plus tard, un attentat à la bombe, dont la responsabilité est difficile à évaluer, finit de décourager O'Neill qui préfère donner sa démission de son poste en avril 1969. Cette ultime tentative avortée de réforme du système nord-irlandais lance la province dans la période de la guerre civile aussi appelé les Troubles. 